# Битва при Гастингсе
Битва при Гастингсе (англ. Battle of Hastings, др.-англ. Gefeoht æt Hæstingum, норм. Batâle dé Hastings; 14 октября 1066 года) — сражение между англосаксонской армией короля Гарольда Годвинсона и войсками нормандского герцога Вильгельма. Битва длилась более десяти часов, что было достаточно редким явлением для Средневековья. Армия короля Гарольда была полностью разгромлена: на поле боя остались лежать несколько тысяч отборных английских воинов, был убит сам король, а также два его брата.
Сражение при Гастингсе стало решающим моментом в нормандском завоевании Англии, поскольку среди англосаксонской аристократии не осталось вождя, способного организовать сопротивление нормандцам. Вильгельм стал новым английским королём, а Англия превратилась в феодальную монархию с сильной централизованной властью.

## Предыстория
Прежде чем в 1042 году вступить на престол, английский король Эдуард Исповедник провёл 28 лет в Нормандии у своего дяди герцога Ричарда II. Не имея детей, Эдуард, по-видимому, в 1051 году, в благодарность за убежище, предоставленное ему правителями Нормандии, обещал английский трон своему родственнику по материнской линии, герцогу Вильгельму II. Однако 6 января 1066 года, на следующий день после смерти Эдуарда, английский витенагемот избрал новым королём Гарольда, брата жены Эдуарда. По мнению английских хронистов, основанием для этого стало предсмертное завещание короля. Гарольд был коронован, получив благословение церкви. Коронацию проводил архиепископ Кентерберийский Стиганд, который, однако, ещё не получил паллий от папы, то есть не был официально признан папской курией. Это обстоятельство дало дополнительный козырь противникам Гарольда.
Нормандская версия события, предшествовавшего завоеванию Англии, изложена, к примеру, в «Деяниях герцога Вильгельма» Гийома де Пуатье, и повествует о произошедшем таким образом: в 1064 году Эдуард, чувствуя приближение смерти, послал своего самого могущественного вассала, эрла Гарольда Годвинсона, к Вильгельму, чтобы он поклялся в верности Вильгельму как наследнику английского престола. Однако по дороге Гарольд попал в плен к графу Ги I де Понтье, откуда его освободил Вильгельм. После этого Гарольд добровольно поклялся на святых мощах в присутствии свидетелей, признав Вильгельма наследником английской короны и обязался предпринять все меры для его поддержки. Эти события изображены и на знаменитом Гобелене из Байё. Однако позднейшие британские историки сильно сомневались в достоверности этих известий, считая тот факт, что Гарольд попал к Вильгельму, несчастливой случайностью, а также указывая на крайнюю сомнительность, как условий договора, так и якобы принесённого Гарольдом оммажа. К сожалению, никаких других описаний этого события неизвестно. Но этой клятвой в дальнейшем оправдывали действия Вильгельма.
Узнав об избрании Гарольда, Вильгельм отказался признать его королём и заявил собственные претензии на английский престол. Широкой европейской огласке была предана клятва Гарольда, совершённая на святых мощах во время поездки в Нормандию, а также было заявлено о том, что Эдуард признал своим наследником именно Вильгельма.
Новый король Англии Гарольд II оказался между двух огней: с одной стороны, притязания на трон выдвинул Вильгельм, с другой — в страну вторглась армия короля Норвегии Харальда Сурового, ещё одного претендента на английскую корону, которого поддержал собственный брат Гарольда Тостиг. Но с одним из соперников Гарольду справиться удалось — в битве при Стамфорд-Бридже 25 сентября англосаксонские войска Гарольда наголову разгромили норвежцев, причём король Харальд и Тостиг погибли. После этого Гарольд вернулся в Йорк, где получил известие о высадке на побережье Англии армии Вильгельма Нормандского.

## Силы и диспозиция противников

### Армия Вильгельма

#### Организация войска

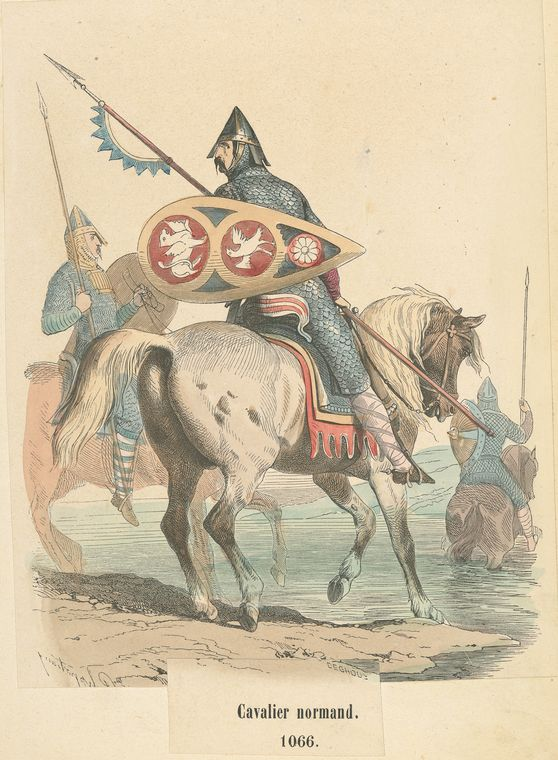
Нормандский конный рыцарь. Реконструкция

В Нормандии была огромная масса мелких рыцарей, над которыми герцоги до Вильгельма не имели эффективной власти и чья воинственность находила выход в походах в Италию, где уже сформировались нормандские графство Аверса и герцогство Апулия. Вильгельм смог собрать и привлечь к себе на службу этих рыцарей. Кроме этого, он был прекрасно знаком со всеми аспектами современного военного искусства и пользовался репутацией превосходного рыцаря и военачальника, что привлекло в его армию людские ресурсы всей Северной Франции.
Замыслив вторжение, Вильгельм заручился поддержкой баронов своего герцогства, а его слава полководца обеспечила приток в его армию большого количества рыцарей из соседних северофранцузских княжеств. Нормандцы имели солидный опыт военных действий небольшими отрядами кавалерии из крепостных замков, которые быстро возводились на захватываемой территории в качестве опорных баз с целью её дальнейшего контроля. Войны с королями Франции и графами Анжу позволили нормандцам усовершенствовать тактику действий против крупных соединений противника и наладить чёткое взаимодействие между родами войск.
Вооружённые силы Нормандского герцогства представляли собой главным образом феодальные рыцарские войска, скомплектованные на основе военно-ленной системы, обеспечивающей профессионализм и хорошее вооружение воинов. Ядро войска составляла высокоэффективная конница, в её состав также входили лучники и легковооружённая пехота. Капеллан Вильгельма Гийом из Пуатье в своей хронике сообщает, что герцог собрал якобы колоссальные силы в 50 000 рыцарей, что совершенно невероятно. В реальности, по подсчётам современных историков, он располагал примерно 7 000 человек, из которых от 2 000 до 2 500 являлись всадниками.
Для перевозки людей через Ла-Манш Вильгельмом была организована массовая постройка кораблей, на которую потребовалось шесть или семь месяцев. Кроме того, в один приём герцог реквизировал и нанял столько кораблей, сколько было возможно.
Нормандское вторжение в Британию было поддержано также папой римским Александром II, стремившимся распространить на Англию клюнийскую реформу и сместить архиепископа Стиганда. Благословение папы обеспечило приток к Вильгельму мелких рыцарей из европейских государств, рассчитывающих на земельные владения в Англии.
Нормандцы составляли не более трети армии Вильгельма, остальные воины прибыли из разных французских регионов — Мэна, Аквитании, Фландрии, Бретани, Пикардии, Артуа, а также наёмники из других европейских государств.

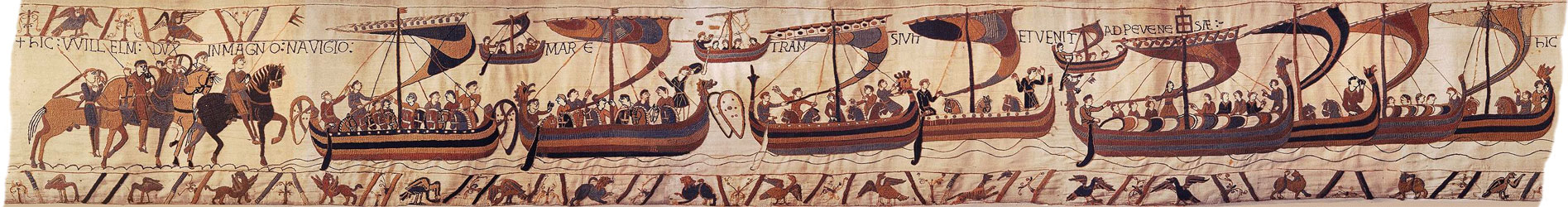
Флот Вильгельма Завоевателя. «Гобелен из Байё», XI век

#### Военачальники и соратники Вильгельма
Главным командующим был сам Вильгельм. Однако хроники очень скудно называют действующих лиц. На основании исследования источников, в первую очередь «Гобелена из Байё», историкам удалось установить ряд имён:
- Одо, епископ Байё, единоутробный брат Вильгельма Завоевателя. Он принимал участие в формировании флота. Перед битвой как епископ напутствовал армию.
- Роберт, граф Мортен, единоутробный брат Вильгельма Завоевателя, один из ближайших соратников герцога.
- Гуго де Гранмесниль, нормандский рыцарь, один из командующих нормандской конницей.
- Вильгельм де Варенн, нормандский рыцарь, один из советников Вильгельма Завоевателя
- Готье (Уолтер) Жиффар, нормандский рыцарь, родственник и один из советников Вильгельма Завоевателя
- Евстахий II, граф Булони. Был ранен в бою.
- Вильгельм, граф Эврё, троюродный брат Вильгельма Завоевателя.
- Рауль II де Тосни, сводный брат Вильгельма д’Эврё.
- Гуго де Монфор, нормандский рыцарь
- Генрих де Феррьер, нормандский рыцарь
- Вильям Фиц-Осберн, родственник Вильгельма Завоевателя, сенешаль Нормандии
- Тустен Фиц-Роу, знаменосец Вильгельма Завоевателя
- Ральф де Мортимер, нормандский рыцарь, родственник Вильгельма Завоевателя
- Эмери IV де Туар, виконт
- Роберт де Бомон, нормандский рыцарь, командовал отрядом пехоты на правом фланге нормандских войск
- Ален Рыжий, бретонский рыцарь, командовал одной из армий Вильгельма Завоевателя

Позже большинство из них получили значительные земельные владения, конфискованные у англосаксонской знати.

### Армия Гарольда

#### Организация войска

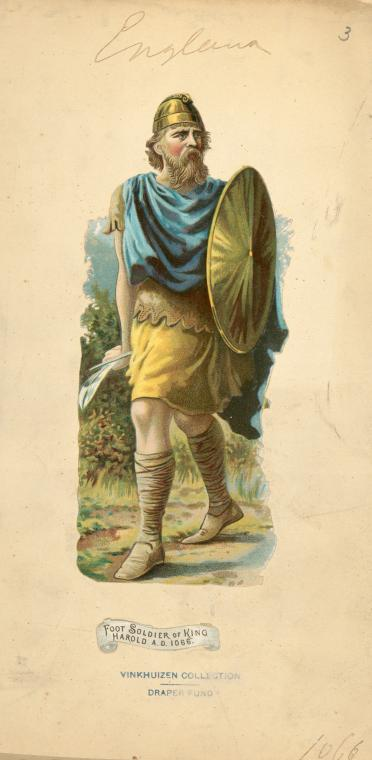
Англосаксонский пехотинец. Реконструкция

Военные ресурсы англосаксонского государства были достаточно крупными, однако слабо организованными. В конце 1066 года в распоряжении короля Гарольда не было даже постоянного флота, кроме небольшого количества кораблей, предоставленных портами юго-восточного побережья. Хотя существовала возможность собрать значительное число судов путём реквизиций и сбора по традиции графствами, но организовать крупный флот в короткий срок и поддерживать его в состоянии боевой готовности было невозможно. Ядро сухопутных войск составляли хускерлы короля и эрлов. К середине XI века насчитывалось около 3000 королевских хускерлов, дружина крупного эрла состояла из 400—500 воинов. Помимо них Гарольд располагал отрядами военно-служилой знати (тэнов) и национальным ополчением крестьян — фирдом. В полном составе англосаксонская армия, вероятно, была крупнейшей армией Западной Европы. Главными проблемами вооружённых сил Англии были трудность сосредоточения воинов в требуемом месте, невозможность длительного поддержания армии в боеготовности, неразвитость системы замков как базовой единицы оборонительной структуры, слабое знакомство с современными методами ведения войны в Европе, а также невнимание к таким родам войск, как кавалерия и лучники.
В столкновении с нормандцами Гарольд мог рассчитывать только на армию из своего графства Уэссекс, поскольку большинство танов отказались его поддержать. Хронист XII века Иоанн Вустерский, ссылаясь на утраченные разделы «Англосаксонской хроники» (в редакции D), утверждает, что Гарольду удалось собрать около 7 тысяч человек, что составляло лишь половину наличных воинских сил. Английская армия по численности примерно соответствовала нормандской, однако качественно отличалась по составу и боевым характеристикам. 
В англосаксонской армии кавалерии как рода войск не существовало: хотя англосаксы передвигались в походах на конях, для участия в сражении они спешивались. Хорошо вооружёнными были лишь хускерлы и тэны, имевшие мечи, боевые топоры викингов, копья и кольчуги, тогда как ополчение фирда было вооружено лишь дубинками, вилами, секирами и «камнями, привязанными к палкам», то есть тем, что нашлось под рукой. У англичан практически не было лучников, являвшихся важной составной частью боевой мощи нормандской армии. Недавние сражения с норвежцами и быстрый марш через всю страну также сильно истощили англичан.
По изображениям на Гобелене из Байё противоборствующие рыцари практически не различались по внешнему виду. Это подтверждает также замечание хрониста: «Все имели отличительные значки, по которым узнавали своих, так что норманн не мог поразить норманна, франк — франка».

#### Военачальники и соратники Гарольда
О том, кто сражался в армии короля Гарольда, известно мало. Его отказались поддержать эрлы Эдвин и Моркар. Хронисты упоминают нескольких родственников короля, принимавших участие в битве:
- Гирт, эрл Кента, брат короля Гарольда, один из главных командиров английской армии.
- Леофвин, эрл Эссекса, брат короля Гарольда, один из главных командиров английской армии.
- Гаркон, племянник короля Гарольда
- Эльвиг, дядя короля Гарольда, аббат Уинчестера
- Леофрик, аббат Питерборо
- Годрик, шериф Файфелда
- Эльфрик, тан Хантингдоншира
- Брем
- Эсегар, шериф Мидлсекса
- Туркиль из Беркшира

## Накануне битвы

### Манёвры армий перед битвой

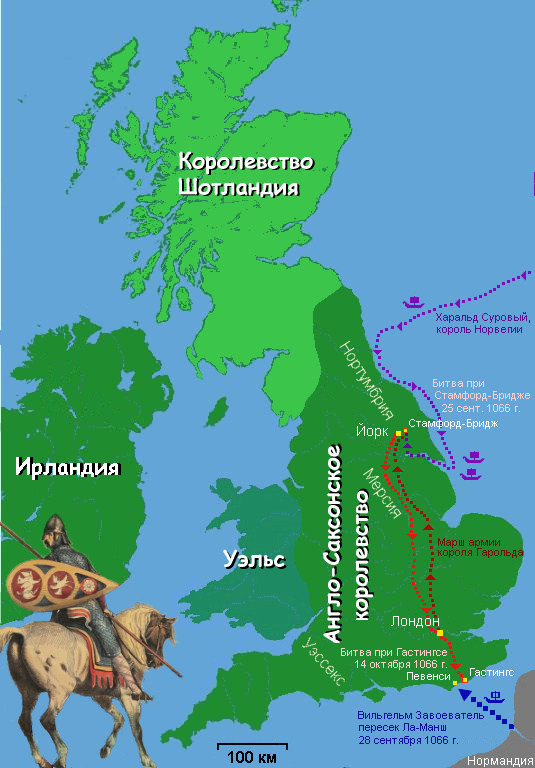
Манёвры армий перед битвой

27 сентября 1066 года армия Вильгельма погрузилась на суда в устье Соммы и, форсировав Ла-Манш на тысяче кораблей, высадилась 28 сентября на английском побережье у города Певенси. Затем она переместилась в район Гастингса, к востоку от окружённого болотами Певенси. В Гастингсе плотники Вильгельма собрали деревянный замок, заранее срубленный в Нормандии, солдаты разбили лагерь.
Гарольд узнал о высадке нормандцев в Йорке, где находился после победы над войсками норвежцев, 3 или 4 октября, после чего со своей армией немедленно выступил на юг и уже 11 октября был в Лондоне. Стремительный марш Гарольда не позволил дополнительным английским отрядам из графств присоединиться к армии короля. Когда его войска покидали Лондон 12 октября, они состояли в основном из оставшихся в строю участников сражения против норвежцев и крестьянского ополчения окрестностей Лондона.
13 октября армия Гарольда достигла Гастингса. Вероятно, Гарольду удалось под прикрытием леса или ночью провести армию и занять очень выгодную позицию — на холме, который сейчас носит название Бэттл Хилл, вершина которого располагается на высоте около 85 метров над уровнем моря. Через него проходила дорога на Гастингс. На юго-востоке холма располагался достаточно крутой спуск. С севера и юга холма располагалось болото.
Лагерь Вильгельма располагался в окрестностях Гастингса — к северу от него. Узнав от разведчиков о приближении врага, Вильгельм около 6 часов 14 октября отдал приказ о выступлении. Находившиеся в армии епископы предварительно отслужили мессу.

### Расположение войск перед битвой
Английская армия заняла позицию на возвышении в 11 км к северо-западу от Гастингса, однако рельеф не позволял полностью развернуть войска в боевом порядке. Нормандцы находились чуть ниже англичан — около подножия холма на высоте примерно 70 метров над уровнем моря. Расстояние между фронтами армий составляло около 200 метров.
Согласно сообщениям хронистов, Вильгельм разделил свою армию на три части. Правое крыло, которое расположилось на северо-востоке, составляли французы и фламандцы под командованием Гильома Фиц-Осберна, Евстахия Булонского и юного Роберта де Бомона. В центре армии расположились нормандцы, которыми командовал сам Вильгельм, а помогали ему двое единоутробных братьев — граф Роберт де Мортен и епископ Байё Одо. Левое крыло, расположившееся на юго-западе, составили бретонцы, которыми командовал Ален Рыжий, сын Эда I де Пентьевра. Перед каждой из трёх армий Вильгельм поставил лучников (в основном — наёмников), а также арбалетчиков. Во второй линии располагались пехотинцы в кольчугах, вооружённые копьями и дротиками. Третью линию составляли рыцари. Численность рыцарей историки оценивают в 2 — 2,5 тысячи, пехотинцев — в 4 тысячи, лучников и арбалетчиков — около тысячи. Сам Вильгельм разместился на склоне холма непосредственно за своими войсками.
Англосаксонское войско традиционно выстроилось следующим образом: впереди находились пешие тяжеловооружённые хускерлы, вооружённые большими топорами и мечами. Перед сражениями они плотно внахлёст сцепляли щиты, образуя так называемую «стену щитов». Их число оценивается в 2 тысячи. За их сомкнутыми щитами располагалась легковооружённая пехота численностью около 6 тысяч человек. Лучников у англичан практически не было.

## Ход сражения

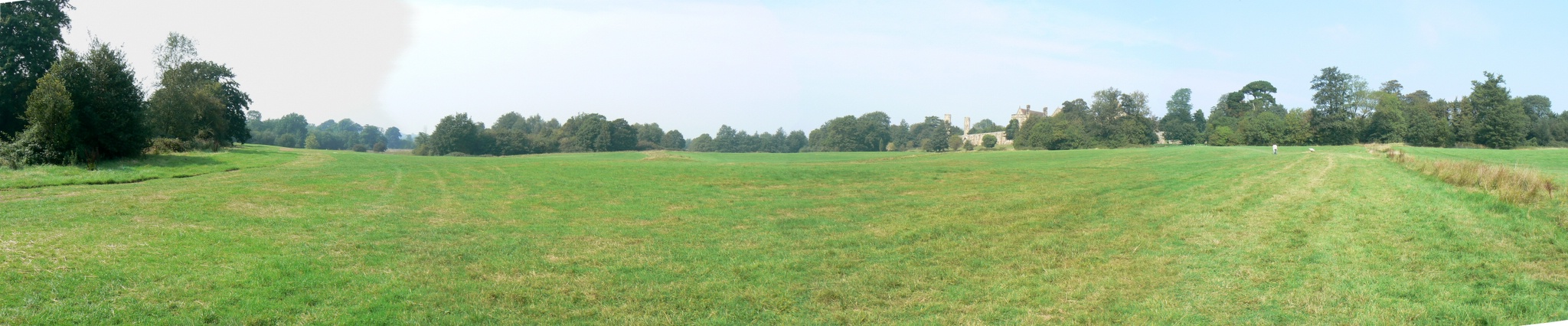
Поле битвы при Гастингсе. Вид с нормандских позиций

Согласно «песне о битве при Гастингсе» (The Carmen de Hastingae Proelio) битву начал нормандский рыцарь-бард Тайефер, который с боевой песней о Роланде вызвал на поединок рыцаря из рядов Гарольда, пронзил его копьём и привёз в качестве трофея его отрубленную голову. Более поздние хроники XII века сообщают, что Тайефер атаковал строй англичан и убил несколько рыцарей, прежде чем сам геройски пал.

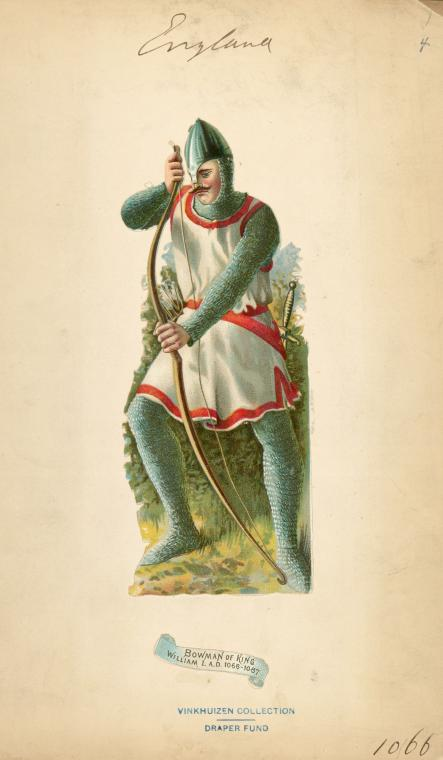
Нормандский лучник. Реконструкция

По всей видимости, нормандская атака была неожиданной для англосаксов. Об этом свидетельствует Флоренс Вустерский. Более поздние авторы сообщают, что Гарольд успел построить палисад перед своими позициями.
Общее сражение началось обстрелом английских рядов нормандскими лучниками и арбалетчиками, однако англосаксы чувствовали себя достаточно безопасно за сплошной стеной больших щитов. Кроме того, цель лучников находилась выше. Лучники стали пускать стрелы почти вертикально, тогда «многие англичане были ранены в голову и лицо, потеряли глаза, так что все стали опасаться поднимать их и оставлять лица открытыми».
Однако в целом действия лучников были малоэффективны, английские боевые порядки пострадали мало. И после того, как запас стрел подошёл к концу, в атаку пошла тяжёлая пехота. Метательное оружие также оказалось малоэффективным. При этом пехотинцам пришлось подниматься вверх по склону, который понижался к юго-западу. Из-за этого первым противника достигли бретонцы, нормандцы отстали, из-за чего у бретонцев оказался оголён фланг. Англичане воспользовались этим, попытавшись окружить противника. Опасаясь окружения, бретонцы были вынуждены отступить под градом метательного оружия, причём отступление стало бегством. Из-за того, что фланг оголился, вынуждены были отступить и нормандцы, а за ними — и французы с фламандцами.

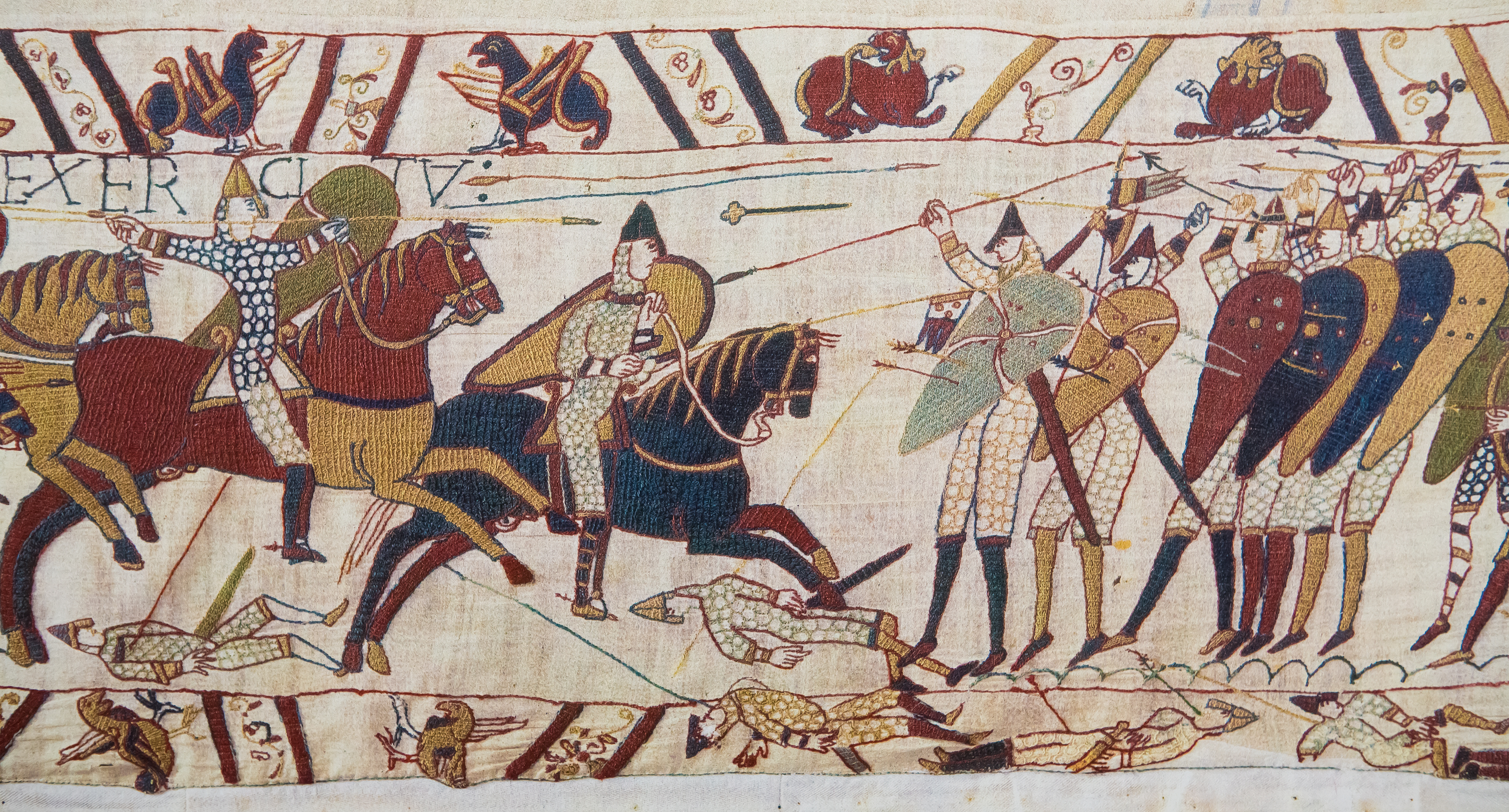
Нормандцы атакуют пеших англосаксов. «Гобелен из Байё», XI век.

Стремясь навести порядок среди нормандцев, Вильгельм вместе с несколькими соратниками, включая Одо из Байё и Евстахия Булонского покинули свою ставку. По свидетельству хрониста Ги Амьенского под Вильгельмом убили лошадь. Видевшие падение герцога закричали, что Вильгельм убит. Но герцог поднялся и нашёл другую лошадь. На «Гобелене из Байё» изображён момент, когда Вильгельм, опровергая весть о своей смерти, снял шлем, а Евстахий Булонский указывает на его лицо. Об этом эпизоде сообщает также хронист Гильом из Пуатье. Таким образом удалось избежать панического бегства пехоты.
В атаку пошла нормандская рыцарская кавалерия, но под губительным для коней градом дротиков и стрел, которые выпускали англичане, достигнуть плотного строя хускерлов не удалось. Кроме того, по отзывам современников, «датские топоры» (тяжёлое лезвие на рукояти длиной до 1,5 м) прорубали рыцаря и его коня одним ударом. Атакующие нормандцы кричали: «Dex аїе!» (с божьей помощью), англичане отвечали криками: «Olicrosse!» (святой крест) и «Ut, ut!» (вон, вон). Несколько атак оказались безрезультатными. В итоге рыцари были вынуждены отступить.
За отступающей нормандской конницей бросились англосаксы, покинув позицию, которая до этого была неприступной. Историки спорят, была ли данная атака проявлением недисциплинированности англичан, или приказ о ней отдал сам король Гарольд, надеясь на победу. Неподготовленная контратака расстроила собственные ряды англичан и стала для них роковой, поскольку отряд преследователей, покинув возвышение, оказался в окружении под ударом противника. Хронисты Гильом из Пуатье и Ги Амьенский, а вслед за ними и несколько поколений английских историков считали отступление ложным. По их мнению Вильгельм пытался таким образом выманить противника. Однако современные историки считают эту версию маловероятной. В любом случае Вильгельм воспользовался ошибкой противника, развернув своих рыцарей и перебив большинство преследователей.
В дальнейшем тактика «ложного отступления» была уже осознанно применена Вильгельмом: нормандские отряды, атакующие позиции англичан, изображали отступление, «вытягивая» из сомкнутых англосаксонских рядов небольшие подразделения, а затем, развернувшись, разбивали их на равнине. К тому моменту армия Гарольда лишилась уже двух главных военачальников — братьев Гарольда Гирта и Леофвина. Согласно хронологии, изображённой на «Гобелене из Байё», они погибли ещё утром.
Последовательные атаки нормандцев ослабляли англичан, однако их сопротивление продолжалось. К концу дня центр англосаксонской армии сохранял боевые позиции и держал оборону. Вильям Мальмсберийский так описывает происходящее:

«Бились ожесточенно большую часть дня, и ни одна из сторон не уступала. Убедившись в этом, Вильгельм дал сигнал к мнимому бегству с поля брани. В результате этой хитрости боевые ряды англов расстроились, стремясь истреблять беспорядочно отступающего врага, и тем была ускорена собственная их гибель; ибо нормандцы, круто повернувшись, атаковали разъединенных врагов, и обратили их в бегство. Так, обманутые хитростью, они приняли славную смерть, мстя за свою отчизну. Но все же они и за себя отомстили с лихвой, и, упорно сопротивляясь, оставляли от своих преследователей груды убитых. Завладев холмом, они сбрасывали в котловину нормандцев, когда те, объятые пламенем [битвы], упорно взбирались на высоту, и истребили всех до единого, без труда пуская в подступающих снизу стрелы и скатывая на них камни.»

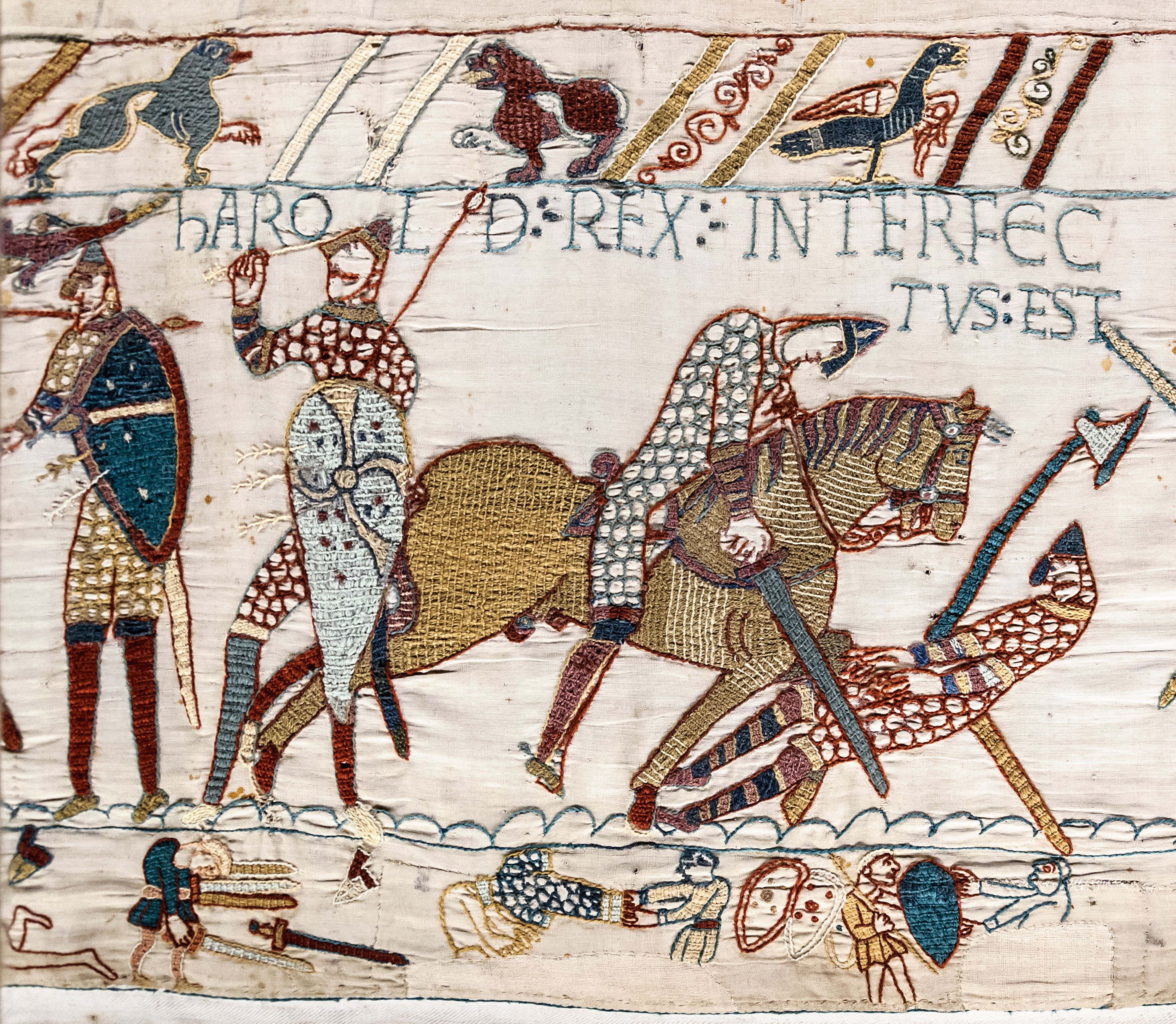
Стрела попала в глаз английскому воину. «Гобелен из Байё».

Окончательно судьбу битвы решила гибель короля Гарольда. Есть две версии его смерти.
Версия, которую современные историки считают наиболее правдоподобной, приведена в написанном вскоре после битвы источнике — «Песне о битве при Гастингсе» Ги Амьенского. Согласно ей в конце дня нормандцы достигли ставки Гарольда, которую защищали отошедшие к ней хускерлы. Увидев, что там идёт жестокая битва, Вильгельм в сопровождении Евстахия Булонского, Ги де Понтье и одного из сыновей Готье Жиффара поскакали на подмогу. Ударом копья один из нормандских рыцарей пробил щит Гарольда и поразил его в грудь, другой рыцарь отрубил королю голову, третий вонзил копье ему в живот, а четвёртый разрубил бедро.
По изложению поэмы Бодри де Бургея (написанной спустя более 30 лет после битвы) Гарольд был убит случайной стрелой в глаз. Эта версия сообщается и Вильямом Мальмсберийским: «… пал от стрелы, пронзившей его мозг». Вероятно, что эта версия восходит к сцене, изображенной на гобелене из Байё, где пеший английский воин с копьём и мечом пытается предположительно вытащить стрелу из глаза. Рядом показан нормандский рыцарь, который мечом убивает другого воина, вооружённого большой секирой. Над ними располагается надпись на латинском: «Здесь был убит король Гарольд». Бодри де Бургей был знаком с «Гобеленом из Байё» и, возможно, ошибочно интерпретировал эту сцену как смерть короля Гарольда от стрелы.
Хроника «Roman de Rou» объединяет обе версии. Она сообщает, что король Гарольд был ранен стрелой в глаз, но вырвал стрелу и продолжил сражаться, пока не пал под ударами нормандских рыцарей.
Известие о гибели короля быстро распространилось. Оставшись без предводителей, англосаксонская армия ударилась в бегство, хотя дружина короля продолжала биться вокруг тела своего сюзерена до последнего. Победа Вильгельма была полной. Несколько тысяч англосаксов осталось лежать на поле боя. Рядом с Гарольдом нашли и тела его братьев. По сообщению Вильяма Мальмсберийского, изрубленное тело короля Гарольда Вильгельм позднее отдал его матери Гите для захоронения.

## Историческое значение

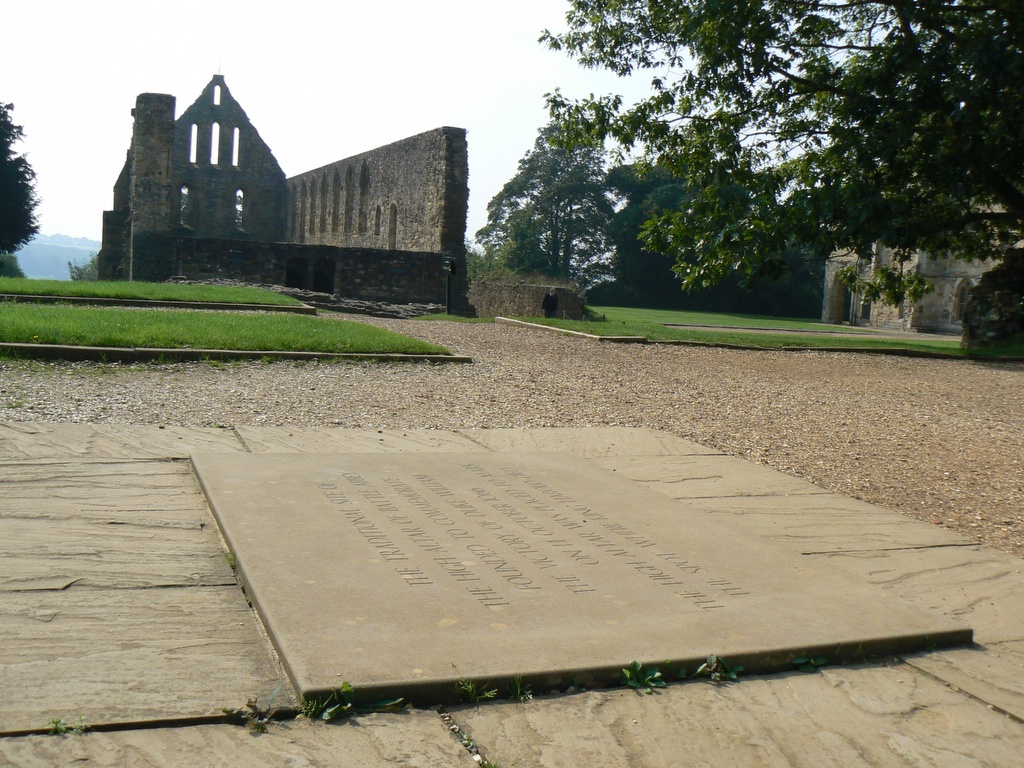
Памятная плита на месте гибели Гарольда

Сражение при Гастингсе — одна из немногих битв, кардинально изменивших ход истории. Хотя битва была выиграна с небольшим перевесом, но победа открыла перед Вильгельмом Англию. Король Гарольд и два его брата были убиты, в стране не осталось лидера, способного организовать сопротивление нормандцам. Сражение при Гастингсе стало поворотным моментом в истории Англии. После недолгого сопротивления покорился Лондон, а уцелевшая англосаксонская аристократия признала права Вильгельма на английский престол.
25 декабря 1066 года в Вестминстерском аббатстве состоялась коронация Вильгельма королём Англии. В результате нормандского завоевания было уничтожено древнее англосаксонское государство, на смену которому пришла централизованная феодальная монархия с сильной королевской властью, основанная на европейской рыцарской культуре и вассально-ленной системе. Развитию страны был дан новый толчок, позволивший Англии в короткое время превратиться в одну из сильнейших держав Европы. Земли саксов были конфискованы и розданы воинам армии вторжения. Некоторые из саксов бежали в Византию, где поступили на службу в императорскую гвардию.
Наследники баронов и рыцарей Вильгельма до сих пор составляют основу английской аристократии.
На месте битвы при Гастингсе было основано аббатство Баттл (англ. Battle — «битва»), причём алтарь главной церкви монастыря находился прямо на месте гибели короля Гарольда. Позднее вокруг монастыря вырос небольшой город Баттл.

## Отражение битвы в культуре

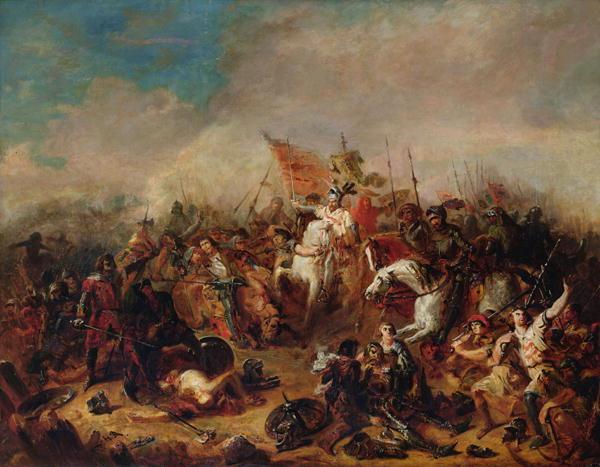
Франсуа Дебон. Битва при Гастингсе 1066 г. (1845 год)
Кан, музей де Бо-Артс

#### В литературе
Битве при Гастингсе посвящён ряд произведений:
- Алексей Константинович Толстой. Три побоища. — 1869 год.
- Генрих Гейне. После битвы при Гастингсе / Гастингское поле (нем. Schlachtfeld bei Hastings). — 1857 год.

#### В музыке
Итальянская пауэр-метал группа Thy Majestie выпустила в 2002 году концептуальный альбом Hastings 1066, посвящённый этой битве. Альбом состоит из 12 треков.

#### В кино
Битве при Гастингсе посвящено 2 художественных фильма:
- 1066 — режиссёр Джастин Харди (Великобритания, 2009 год)[44].
- 1066 — режиссёр Робин Джейкоб (Великобритания, 2012 год)[45].

С октября 2006 года регулярно проводится реконструкция битвы.

#### В компьютерных играх
Битвой при Гастингсе на стороне Вильгельма Завоевателя начинается обучение в тактическом боевом режиме в историко-стратегической компьютерной игре Medieval II: Total War.

#### Комментарии
1. ↑  Об обещании Эдуардом престола Вильгельму известно только по свидетельствам англо-нормандских хронистов.
2. ↑  О том, что Эдуард на смертном одре назначил своим наследником Гарольда известно, в основном, по свидетельствам хронистов, враждебных к нормандским правителям Англии.

#### Сноски
1. 1 2 3 4 5 6 7 8  Боюар Мишель де. Вильгельм Завоеватель. — С. 351—355.
2. 1 2 3  Горелов М. М. Датское и нормандское завоевания Англии в XI веке. — СПб.: Евразия, 2007. — С. 32—43. — 176 с. — ISBN 978-5-91419-018-4.
3. ↑  The Carmen de Hastingae Proelio of Guy Bishop of Amiens / edited and translated by Frank Barlow. — Clarendon Press, 1999. — 160 p. — ISBN 9780198207580.
4. 1 2  Histoire des Normands / par Guillaume de Jumièges. Vie de Guillaume le Conquérant / par Guillaume de Poitiers (фр.) / Traducteur F. Guizot. — Caen, 1826. Архивировано 9 мая 2007 года.
5. 1 2  Англосаксонская хроника / Пер. с др.-англ. З. Ю. Метлицкой. — СПб.: Евразия, 2010. — С. 131. — 288 с. — 500 экз. — ISBN 978-5-91852-013-0.
6. 1 2 3  Боюар Мишель де. Вильгельм Завоеватель. — С. 356—357.
7. ↑  Zamthor P. Guillaume le Conquerant (фр.). — Paris: Tallandier, 1964. — 452 p. Книга переиздавалась на французском в 2003 году. Существует её русскоязычное издание: Зюмтор П. Вильгельм Завоеватель / Пер. с фр. В. Д. Балакина; вступ. ст. В. В. Эрлихмана. — М.: Молодая гвардия, 2010. — 309 [11] с. — (Жизнь замечательных людей: сер. биогр.; Вып. 1221 (1421)). — 5000 экз. — ISBN 978-5-235-03305-4.
8. ↑  Douglas David C. William the Conqueror: The Norman Impact Upon England (англ.). — London, 1964. В 1967 году вышло американское издание. Существует и русскоязычное издание: Дуглас Д. Вильгельм Завоеватель. Викинг на английском престоле / Пер. с англ. Л. Игоревский. — М.: Центрполиграф, 2005. — 431 с. — 7000 экз. — ISBN 5-9524-1736-1.
9. ↑  M. de Boüard. Guillaume le Conquérant (фр.). — Paris: Fayard, 1984. — ISBN 2213013195. Существует русскоязычное издание: Боюар Мишель де. Вильгельм Завоеватель / Пер. с франц. Е. А. Прониной. — СПб.: Евразия, 2012. — 368 с. — 3000 экз. — ISBN 978-5-91852-019-2.
10. ↑  Spatz W. Die Schlacht von Hastings (нем.). — Berlin, 1896.
11. ↑  Lemmon Ch. H. The Battle of Hastings (англ.). — 3e edit. — St. Leonards on Sea, 1964.
12. ↑  Körner Sten. The Battle of Hastings. England and Europe 1035 — 1066 (англ.). — Lund, 1964.
13. ↑  Jäschke K. V. Wilhelm der Eroberer. Sein doppelter Herrschaftsantritt im Jahre 1066 (нем.). — Sigmaringen, 1977.
14. ↑  Morillo S. The Battle of Hastings: Sources and Interpretations (англ.). — Boydell Press, 1996. — 230 p. — ISBN 9780851156194.
15. ↑  The Battle Conference on Anglo-Norman Studies (англ.). Дата обращения: 13 августа 2012. Архивировано 17 августа 2012 года.
16. 1 2  Барлоу Ф. Вильгельм I и нормандское завоевание Англии. — С. 109—111.
17. ↑  Барлоу Ф. Вильгельм I и нормандское завоевание Англии. — С. 102—106.
18. 1 2 3 4  Барлоу Ф. Вильгельм I и нормандское завоевание Англии. — С. 114—118.
19. ↑  Джуэтт С. О. Завоевание Англии норманнами. — С. 234.
20. ↑  Девриз К. Великие сражения средних веков. 1000—1500. — М.: Эксмо, 2007. — С. 23—26.
21. ↑  Боюар Мишель де. Вильгельм Завоеватель. — С. 224—225.
22. ↑  Дуглас Д. Ч. Норманны от завоеваний к достижениям. — С. 126—129.
23. ↑  William's Battle Force (англ.). Battle of Hastings. Дата обращения: 11 августа 2012. Архивировано 17 августа 2012 года.
24. 1 2  The Conqueror and His Companions (англ.). Дата обращения: 11 августа 2012. Архивировано 17 августа 2012 года.
25. ↑  Норманн А.В.Б. Средневековый воин. — С. 104—105.
26. ↑  Альманах «Новый Солдат» № 88. Саксы, викинги, норманны. — Артемовск: Солдат, 2002. — С. 9.
27. ↑  Норманн А.В.Б. Средневековый воин. — С. 106—112, 115.
28. 1 2  Боюар Мишель де. Вильгельм Завоеватель. — С. 241.
29. ↑  Brown Reginald A. The Battle of Hastings Архивная копия от 15 октября 2022 на Wayback Machine // Proceedings of the Battle Conference on Anglo-Norman Studies: 1980. — Vol. III. — Woodbridge; Rochester, 1981. — p. 10.
30. 1 2 3  Роберт Вас, Roman de Rou, 1160—1170 гг.
31. ↑  William's Battle Force (англ.). Battle of Hastings. Дата обращения: 11 августа 2012. Архивировано 17 августа 2012 года.
32. ↑  Боюар Мишель де. Вильгельм Завоеватель. — С. 235.
33. 1 2  Барлоу Ф. Вильгельм I и нормандское завоевание Англии. — С. 124—135.
34. 1 2 3  Боюар Мишель де. Вильгельм Завоеватель. — С. 242—247.
35. 1 2 3 4 5 6 7 8 9 10 11  Боюар Мишель де. Вильгельм Завоеватель. — С. 247—255.
36. ↑  Вильям Мальмсберийский. История английских королей, кн.3, 242. Архивировано 12 октября 2011 года.
37. ↑  Guy of Amiens. The Carmen de Hastingae Proelio. — London: Clarendon Press 1999.
38. ↑  Исследователи не уверены, что воин именно вытаскивает стрелу, так как до реконструкции гобелена изображение стрелы отсутствовало, если срисовка с гобелена в XVIII веке было выполнена точно.
39. ↑  Дуглас Д. Ч. Норманны от завоеваний к достижениям. — С. 77—79.
40. ↑  Дуглас Д. Вильгельм Завоеватель. — С. 247—249.
41. ↑  Джуэтт С. О. Завоевание Англии норманнами. — С. 257—258.
42. ↑  Франкопан, 2018, с. 56.
43. ↑  1066 Battle of Hastings, Abbey and Battlefield (англ.). Дата обращения: 12 августа 2012. Архивировано 17 августа 2012 года.
44. ↑   1066 (англ.) на сайте Internet Movie Database
45. ↑   1066 (англ.) на сайте Internet Movie Database
46. ↑  Битва при Гастингсе. Реконструкция сражения (англ.). Дата обращения: 11 августа 2012. Архивировано 17 августа 2012 года.

#### Первоисточники
- Англосаксонская хроника / пер. с др.-англ. З. Ю. Метлицкой. — СПб.: Евразия, 2010. — 288 с. — 500 экз. — ISBN 978-5-91852-013-0.
- Генрих Хантингдонский. История Англов / пер. с лат. С. Г. Мереминского. — М.: Русский фонд содействия образованию и науке, 2015. — 608 с. — (Исторические источники). — ISBN 978-5-91244-046-5.

#### Исследования
- Барлоу Ф. Вильгельм I и нормандское завоевание Англии / Пер. с англ. под ред. к. ф. н. С. В. Иванова. — СПб.: Евразия, 2007. — 320 с. — 1000 экз. — ISBN 978-5-8071-0240-1.
- Боюар Мишель де. Вильгельм Завоеватель / Пер. с франц. Е. А. Прониной. — СПб.: Евразия, 2012. — 368 с. — 3000 экз. — ISBN 978-5-91852-019-2.
- Брук К. Саксонские и нормандские короли. 450—1154 / Пер. с англ. Л. А. Карповой. — М.: ЗАО Издательство Центрополиграф, 2011. — 255 с. — 3000 экз. — ISBN 978-5-227-02590-6.
- Донец И. Битва при Гастингсе (1066) // Солдат. Военно-исторический альманах. — Артёмовск: Артемовский военно-исторический клуб «Ветеран», 2000. — № 64. — С. 2—24.
- Донец И. Битва при Гастингсе (1066) // Солдат. Военно-исторический альманах. — Артёмовск: Артемовский военно-исторический клуб «Ветеран», 2000. — № 65. — С. 2—25.
- Джуэтт С. О. Завоевание Англии норманнами. — Минск: Харвест, 2003. — 304 с. — (Историческая библиотека).
- Дуглас Д. Вильгельм Завоеватель. Викинг на английском престоле / Пер. с англ. Л. Игоревский. — М.: Центрполиграф, 2005. — 431 с. — 7000 экз. — ISBN 5-9524-1736-1.
- Дуглас Д. Ч. Норманны: от завоеваний к достижениям. 1050—1100 гг / Пер. с англ. Е. С. Марнициной. — СПб.: Евразия, 2003. — 416 с. — 2000 экз. — ISBN 5-8071-0126-X.
- Зюмтор П. Вильгельм Завоеватель / Пер. с фр. В. Д. Балакина; вступ. ст. В. В. Эрлихмана. — М.: Молодая гвардия, 2010. — 309 [11] с. — (Жизнь замечательных людей: сер. биогр.; Вып. 1221 (1421)). — 5000 экз. — ISBN 978-5-235-03305-4.
- Норман А. В. Б. Средневековый воин. Вооружение времен Карла Великого и Крестовых походов / пер. с англ. Л. А. Игоревский. — М.: ЗАО «Центрполиграф», 2008. — 288 с. — ISBN 978-5-9524-3336-6.
- Рекс Питер. 1066. Новая история нормандского завоевания. — СПб.; М.: Евразия; Клио, 2014. — 336 с. — (Clio). — ISBN 978-5-91852-052-9.
- Питер Франкопан. Первый крестовый поход. Зов с Востока. — М.: Альпина Нон-фикшн, 2018. — ISBN 978-5-91671-774-7.

- Brown Reginald Allen. The Battle of Hastings // Proceedings of the Battle Conference on Anglo-Norman Studies: 1980. — Volume III. — Woodbridge; Rochester: Boydell & Brewer, 1981. — pp. 1–21.
- Brown Reginald Allen. The Norman Conquest of England: Sources and Documents. — Woodbridge; Rochester: Boydell & Brewer, 1995. — 181 p. — ISBN 978-0851156187.
- The Battle of Hastings, Interpretations and Sources, edited by Stephen Morillo. — Woodbridge; Rochester: Boydell Press, 1996. — 262 p. — ISBN 978-0851156194.